# OIOI Voi
OIOI Voi（マルイヴォイ）とは、丸井発行の通信販売向けファッション雑誌である。女性向けのファッションが多い。